# 今田真人
今田 真人（いまだ まさと、1955年8月 - ）は、日本のジャーナリスト。

## 経歴
- 1955年8月、広島市生まれ[2]。
- 1980年3月、名古屋大学文学部史学科（西洋史専攻）卒業[2]。
- 1980年4月、赤旗編集局に入局[2]。テレビ・ラジオ部、政治部、経済部、中四国総局、社会部、日曜版など各部の記者を歴任し、2011年5月31日退職[1]。同年6月1日よりフリーランスの経済ジャーナリスト[1]。
- 1993年10月、吉田清治（文筆家）へのインタビューを担当[1]。
- 2015年4月、当時赤旗紙面に掲載されなかった部分を含む吉田証言全文を自著で公表した[1]。

## 「吉田証言」の研究
「慰安婦の強制連行」を証言したとして名高い、いわゆる「吉田（吉田清治）証言」について自身の吉田に対する取材体験から虚偽とは思えないと主張:6、秦郁彦や朝日新聞が虚偽とまで断定したことを批判している:138-154。
秦や朝日新聞の現地調査を行った結果として強制連行があったという証人が発見できなかったという主張に対し、普通であれば人が隠すことを、単に複数の人に尋ねて「聞いたことがない」と言われたことでそのような事実はなかったと断定するのはおかしいとしたほか、朝日新聞の主張する根拠に対して、複数を根拠といえるようなものでないとし:141-143、残りについても独自に資料調査を行った結果、各種資料を発掘、それらによれば吉田の証言を虚偽とまで断定できるほどの根拠はないとする:142-152。また、済州島では済州島四・三事件と呼ばれる多数の住民が虐殺あるいは島外に脱出する事件が戦後起きており、吉田は今住んでいる島民の多くは戦後移住してきたものでそれ以前のこと等判るはずがないと今田に語っていたとする:127。
今田は、吉田の語るような軍からの命令系統は存在しないという秦郁彦らの主張に対し、国会図書館で労務報告会の理事会で外地労務者の移入斡旋を担当することになったとの文書、軍慰安所の女性募集の認可権限を厚生大臣から地方長官に委譲するとした公文書を発見し、これが実際に労務報告会が軍への慰安婦を集めた可能性を示すことになり、吉田証言を否定する根拠となりえないとする。また、済州島での慰安婦強制連行を目撃したという証人も現れたとしている:141。今田はその史料の写真とともに『「吉田証言」は本当だった 公文書の発見と目撃証人の登場』を執筆し公表した。前田朗（編）『「慰安婦」問題の現在―「朴裕河現象」と知識人』（三一書房2016年刊）に収録されている。
吉田が済州島で慰安婦狩りを行ったと語っている事について、当時の朝鮮総督府管内には、朝鮮労務協会や内地の労報に相当する労務報国会があったため、労務調達のため内地の労報支部員が直接出向いて徴集しなければならない理由はなかったはずだと主張されている。また、吉田の陳述では、西部軍 → 山口県知事 → 下関警察署長 → 吉田のラインで労務調達の命令が下されたとしているが、関係者はこのような命令系統はありえないと否定していると、秦は述べている。一方、今田真人は、軍の要求で県が行う指示要求系統が出来たとしている。
吉田が所属した労務報国会は荷役業務や土木作業に従事する日雇い労働者の動員業務に従事する民間の組織であり、軍の命令で業務を行う指示系統はなく、労務者を集める日本内地の地方支部組織が朝鮮総督府の管轄下にある地域に出動して直接人員を集めることはないと、秦や東大教授の外村大らから主張されていることに対して、今田真人は、思想国策協会『決戦下の国民運動』(1944年11月)に、外地労務の移入斡旋を労報〔労務報国会〕が担当することになったとの記述があることを発見した。これについて外村は、資料を確認し、労務報国会が朝鮮半島からの労働者の動員に関りを持っていたことを認めた上で、労務報国会が「担当する」業務内容とは、朝鮮に職員を常駐させて事務手続きを行ったり、会員である事業主が朝鮮人労働者の要員確保を行おうとする際に、職員を労務補導員として派遣するというものであろうと推測している。
今田は、吉田の語るような軍からの命令系統は存在しないという秦郁彦らの反論に対し、国会図書館で吉田証言の裏付けとなりうる資料を発見したとしている。また、済州島での慰安婦強制連行を目撃したという証人も現れたとしている。
今田は、他にも自身が発見した公文書が市民団体の運動の結果、公表されたところ、慰安所の女性についても、その雇入認可の権限を厚生大臣から地方長官（労務報国会を管轄する）に委譲することを記載した通牒等があることも判明したとしている。
秦郁彦によれば、1998年（平成10年）9月2日に、秦が吉田に電話で「著書は小説だった」という声明を出したらどうかと勧めたところ、「人権屋に利用された私が悪かった」とは述べたが、「私にもプライドはあるし、八十五歳にもなって今さら……このままにしておきましょう」との返事だったという。
これに対して、今田真人は、新潮への回答は、元々の吉田の説明通り、明らかに関係者をまもるため、名前等の具体的内容を変えた部分があることへの説明であるのに、秦がこれを吉田が全くの詐話をしたかのように曲解していることを指摘、さらに、①なぜ、この種の重要なインタビューを電話で済ますのか、②吉田を詐話師呼ばわりしていた秦に吉田がそのようなことを本当に話したのか、そもそも対面で会ってすら貰えないから電話だったのではないか、③回答を都合良く編集してあるのではないか、との疑問を呈示している。
今田真人は、戦中の準公文書ともいうべき1943年度「国民動員計画」の解説書の質疑応答部分に担当役職者が朝鮮人の朝鮮外への動員について、女性もいるが計画の中ではのせたことがないこと、ただある方面で必要上少々女子を集団移入として入れたものもあると述べているのを発見したとしている。
今田真人は、自身が裏付け証言が取れなかったというだけで秦が吉田証言をウソと断定する手法、また、自身を棚に上げ他人を詐話師呼ばわりして人格を貶めることで、事実の実際の真偽とは関係なく証言の信憑性をなくそうとする秦の手法を批判している。
『慰安婦と戦場の性』の中で、西野留美子が著作で下関まで出かけて吉田と面識のある元警察官と会って済州島の慰安婦狩りについて「いやあ、ないね。聞いたことはないですよ」との証言を引き出したとして引用している。ところが、実際には西野の著作では、それに続いて、その元警察官が「しかし管轄が違うから何とも言えませんがね」と語ったことや、下関自体では在日の朝鮮人女性集めをやったかどうかについて、その元警察官が「やったかもしれん。やったとしたら、特高でしょうなぁ」との話が続いており、今田真人は、この部分を秦が『慰安婦と戦場の性』では意図的にカットしていると批判している。
日本軍の慰安婦について、国会図書館所蔵の復刻本『朝鮮総督府「朝鮮国勢調査報告」』の1940年版と1944年版の人口統計に基づき試算したところ、1940年5月1日に10～20歳だった女性が４年後の1944年5月1日の14～24歳になるまでに21万3366人減少していて、病死や慰安婦以外の目的での朝鮮外への移動だけだったとは思えないこと、さらに、1944年版には1940年版になかった「本報告には調査の時期に陸海軍の部隊及艦船に現在したる者は含まざるものとす」との記載が凡例が付いてることに着目している。
吉田は、家族に脅迫が及ぶとして日記の公開を拒んでいたが、朝日新聞は、吉田の死後に長男に取材した結果、吉田の妻は日記をつけていなかった事が分かったとした。ところが、その後の第三者委員会報告によれば単に妻の日記は見当たらないことを子息から確認したというもので、今田真人はこれがどうして日記をつけていなかった事が判明したことになるのかと批判している。
2014年に吉田証言を虚偽と判断した朝日新聞に対する今田の反論は以下の通り。
- 干し魚工場の経営者の息子が当時いったい何歳だったのか、その時点の父親の工場の経営内容を本当に知っていたのか、不明であり、父から女性従業員が連行されたという話を聞いたことがないというだけでは証明にならない[3]:138。吉田の著作では、乾魚の製造工場での慰安婦狩りでは、経営者とみられる組合長が脅されて黙って応じたくだりがあり、脅迫に屈して慰安婦狩りに協力したことを息子に自慢する親がいるわけがないとする[20]。
- 国会図書館で戦前1929年の朝鮮総督府編纂の公文書の復刻本をみつけ、そこに貝ボタン工場でかやぶき屋根に見えるものがある。戦時中の金属供出を考えれば、トタンぶきが減ってさらにかやぶきが増えていておかしくはない[20]。
- 後の第三者委員会調査報告書によれば、長男は父・吉田の妻の日記が単に見つからなかったと答えているに過ぎない。事件は長男本人が生まれる遥か前のことで、母が日記をつけていたか分かるはずがない[3]:139。
- 吉田が関係者の名誉を守るために日時・場所を変えているものがあると言ったために、吉見は歴史資料や証言として使えないと言ったに過ぎない。済州島で強制連行がなかったという結論を出したわけではない。[3]:144-145（なお、吉見自身は、済州島であったかどうかはともかく、朝鮮で慰安婦の強制連行があったこと自体は現地被害者らの証言などで明らかだという立場である[21]。）

## 著作

### 単著
- 『円高と円安の経済学――産業空洞化の隠された原因に迫る』かもがわ出版、2012年2月
- 『緊急出版・吉田証言は生きている――慰安婦狩りを命がけで告発！初公開の赤旗インタビュー』共栄書房、2015年4月
- 『極秘公文書と慰安婦強制連行――外交史料館等からの発見資料』三一書房、2018年2月

### 共著
- 『「慰安婦」問題の現在――「朴裕河現象」と知識人』三一書房、2016年4月